# Яблонец-над-Йизероу
Яблонец-над-Йизероу (чеш. Jablonec nad Jizerou) — город в районе Семили, Либерецкого края в Чехии. В Яблонце живёт около 1600 человек, через долину протекает река Йизера от чего и есть название «над Йизероу» и Яблонец расположен в 13 км северо-восточно от мёста Семили.

## История
До Тридцатилетней войны Яблонец представлял собой небольшую неземледельческую деревню из тринадцати домов, но о значимости деревни свидетельствует наличие приходской церкви. Тридцатилетняя война (1618—1648 гг.) оказала катастрофическое влияние на Яблонец — в нем осталось только четыре дома. Прошло сто лет, прежде чем Яблонец оправился от войны.
Застройка средневекового периода, которую, вероятно, можно найти в окрестностях церкви Святого Прокопия (первоначально деревянной, но перестроенной из кирпича с 1777 года благодаря поддержке Эрнста Адальберта из Гарраха), имела более рассеянный характер. Со второй половины XVIII века район на склоне долины был почти не благоустроен.
Единственными организационными факторами были контурные линии и участки земли, совершенно несельскохозяйственные жилища были хаотично сосредоточены на участке между церковью и мельницей. Благодаря масштабной реконструкции рыночного города, связанной со строительством железной дороги (1899) и текстильных фабрик вдоль Йизеры, Яблонец-над-Йизерой приобрел характер современного горного города.
Во второй половине XIX века Яблонец быстро рос, и в 1896 году император Франц Иосиф I присвоил Яблонцу статус рыночного города. В это время Яблонец также получил новый герб.
Сегодня среди построений рубежа XIX-XX веков и межвоенного периода сохранились единичные деревянные дома.

## Этимология
Название Яблонец, вероятно, произошло от старочешского слова jabloncje («маленькая яблоня»), которое было обычным деревом в этом месте. В связи с расположением города существует еще одно возможное объяснение происхождения названия: оно могло произойти от латинского gabella, что означает «таможенный пункт».

## Население
| Год  | Численность | Численность |
| ---- | ----------- | ----------- |
| 1869 | 3600        | [ 1 ]       |
| 1880 | 3823        | [ 1 ]       |
| 1890 | 4272        | [ 1 ]       |
| 1900 | 4657        | [ 1 ]       |
| 1910 | 4626        | [ 1 ]       |
| 1921 | 3714        | [ 1 ]       |
| 1930 | 3945        | [ 1 ]       |
| 1950 | 2310        | [ 1 ]       |
| 1961 | 2385        | [ 1 ]       |
| 1970 | 2093        | [ 1 ]       |
| 1980 | 2112        | [ 1 ]       |
| 1991 | 2028        | [ 1 ]       |
| 2001 | 1976        | [ 1 ]       |
| 2014 | 1733        | [ 2 ]       |
| 2016 | 1702        | [ 3 ]       |
| 2017 | 1707        | [ 4 ]       |
| 2018 | 1670        | [ 5 ]       |
| 2019 | 1645        | [ 6 ]       |
| 2020 | 1633        | [ 7 ]       |
| 2021 | 1601        | [ 8 ]       |
| 2022 | 1576        | [ 9 ]       |
| 2023 | 1672        | [ 10 ]      |
| 2024 | 1639        | [ 11 ]      |
| 2025 | 1609        | [ 12 ]      |